# تشیکوویتسه (ناحیه چسکه بودیوویتسه)
تشیکوویتسه (به چکی: Čejkovice) یک منطقهٔ مسکونی در جمهوری چک است که در شهرستان چسکه بودیوویتسه واقع شده‌است. تشیکوویتسه ۹٫۵۵ کیلومتر مربع مساحت و ۳۰۴ نفر جمعیت دارد و ۳۸۹ متر بالاتر از سطح دریا واقع شده‌است.